# Edward Aveling
Edward Aveling Bibbins (29 de noviembre de 1849 — 2 de agosto de 1898) fue un destacado profesor inglés de biología y portavoz popular de la evolución darwiniana y el ateísmo. Se lo considera responsable directo de la muerte de la hija menor de Karl Marx, Eleanor.

## Biografía
Conoció y convivió con Eleanor Marx, hija menor de Karl Marx y se convirtió en un activista socialista. Autor de numerosos libros y folletos, fue miembro fundador de la Liga Socialista británica en 1885 y del Partido Laborista Independiente.